# Dawn Richard
Pour les articles homonymes, voir Dawn Richard (actrice) et Richard.

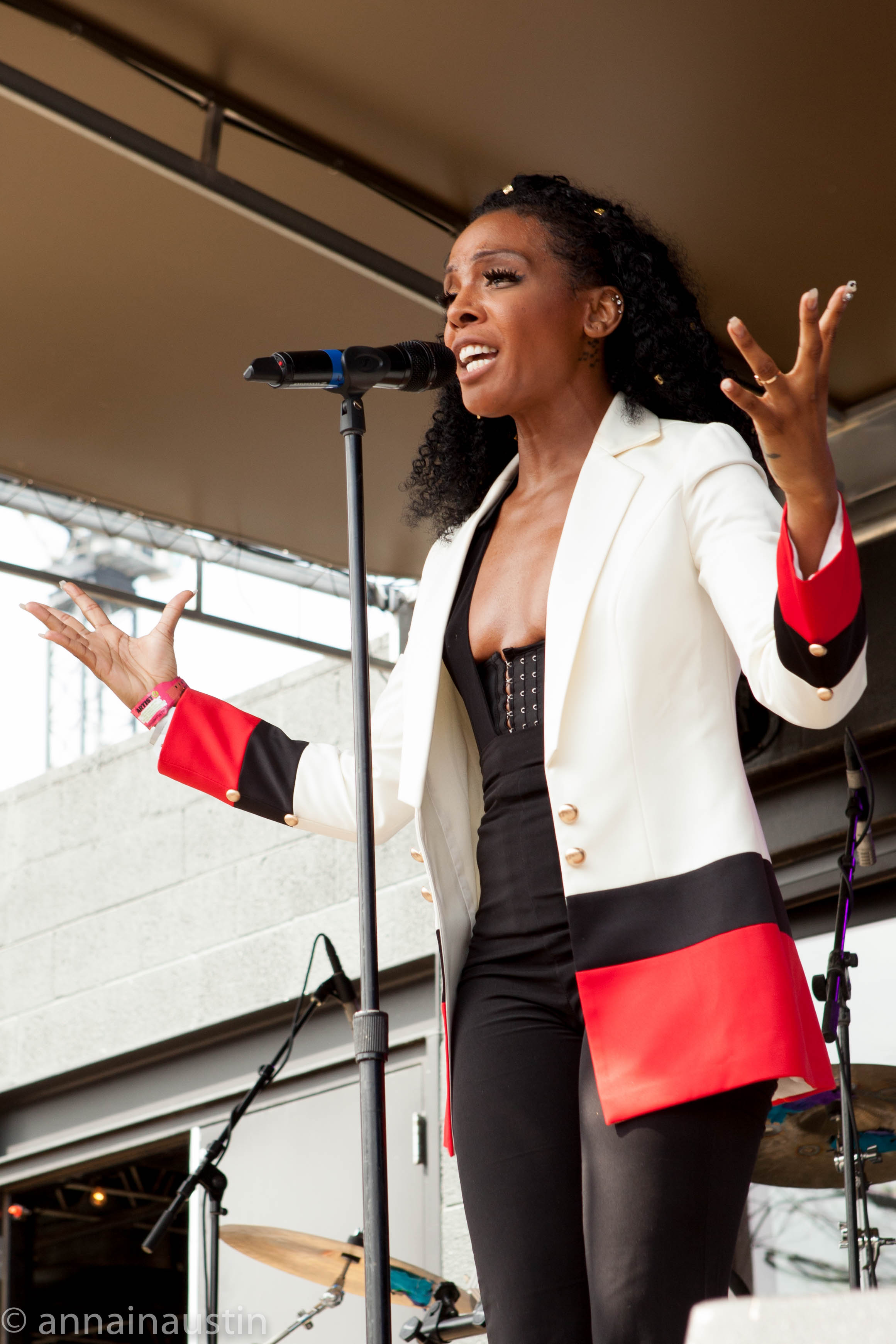
Dawn Richard en 2016

De son nom civil Dawn Angeliqué Richard, Dawn Richard alias D∆WN, née le 5 août 1983 à la Nouvelle Orléans, est une chanteuse, compositrice, parolière et actrice américaine d'origine afro-américaine et haïtienne.

## Biographie

### Carrière

#### Début en groupe
La carrière de Dawn débute quand elle auditionne pour l'émission Making the band créé par Sean Combs.
De 2005 à 2009, Dawn est membre des Danity Kane (groupe issu de l'émission) aux côtés de quatre autres chanteuses. Le groupe se reforma de 2013 à 2014 sans deux de ses membres.
En 2009, Dawn se joint au groupe Diddy-Dirty Money, aux côtés de Sean Combs à la tête du label Bad Boy Records et Kalenna Harper jusqu'à sa dissolution en 2011.

#### En solo
Après avoir quitté son label, Dawn commence sa carrière en solo. Son premier album Goldenheart, sort en janvier 2013 sous son propre label « Our Dawn Entertainment ». L'album fut acclamé par diverses critiques musicales.
En 2015, Blackheart, son deuxième album atteint la seconde place du « Billboard's Dance/Electronic charts ».
Le 18 novembre 2016, Dawn sort Redemption, troisième album qui conclut sa trilogie Hearts.

## Affaires judiciaires

### Accusation sur Sean Combs d'abus sexuel
En septembre 2024, Dawn Richard intente une action en justice contre Sean Combs pour abus sexuel.

## Discographie

### Albums studio
- 2005 - Been a While (crédité Dawn Angeliqué) (Yeah! Brother Records)
- 2013 - Goldenheart (Our Dawn Entertainment)
- 2015 - Blackheart (Our Dawn Entertainment)
- 2016 - Redemption (Our Dawn Entertainment / Local Action Records)
- 2019 - New Breed (Our Dawn Entertainment / Local Action Records)
- 2021 - Second Line (Merge Records)

### Collaborations
avec Spencer Zahn
- 2022 - Pigments (Merge Records)
- 2024 - Quiet in a World Full of Noise (Merge Records)